# 趙氏紅芝麻蝸牛
趙氏紅芝麻蝸牛（学名：Diplommatina chaoi）为芝麻蝸牛科芝麻蝸牛屬下的一个种。該物種主要分佈於臺灣南部，例如屏東縣獅子鄉內文、雙流，臺東達仁鄉歸田等地。該物種的名稱來自於標本採集者中山大學教授趙大衛。